# Boby na Zimních olympijských hrách 2022
Závody v bobech na Zimních olympijských hrách 2022 proběhnou od 4. do 20. února 2022 na bobové a sáňkařské dráze Xiaohaituo.

## Program
Plánovaný program soutěží dle oficiálních stránek.
Finále soutěží jsou vyznačeny tučně.
| Den    | Datum          | Zahájení (UTC+8) | Zahájení (SEČ) | Soutěž                     |
| ------ | -------------- | ---------------- | -------------- | -------------------------- |
| den 12 | 13. února 2022 | 09:30            | 02:30          | monobob ženy – jízdy 1 a 2 |
| den 13 | 14. února 2022 | 09:30            | 02:30          | monobob ženy – jízdy 3 a 4 |
| den 13 | 14. února 2022 | 20:05            | 13:05          | dvojbob muži – jízdy 1 a 2 |
| den 14 | 15. února 2022 | 20:15            | 13:15          | dvojbob muži – jízdy 3 a 4 |
| den 17 | 18. února 2022 | 20:00            | 13:00          | dvojbob ženy – jízdy 1 a 2 |
| den 18 | 19. února 2022 | 09:30            | 02:30          | čtyřbob muži – jízdy 1 a 2 |
| den 18 | 19. února 2022 | 20:00            | 13:00          | dvojbob ženy – jízdy 3 a 4 |
| den 19 | 20. února 2022 | 09:30            | 02:30          | čtyřbob muži – jízdy 3 a 4 |

## Medailové pořadí zemí
| Pořadí | Země                         | Zlato | Stříbro | Bronz | Celkově |
| ------ | ---------------------------- | ----- | ------- | ----- | ------- |
| 1.     | Německo (GER)                | 3     | 3       | 1     | 7       |
| 2.     | Spojené státy americké (USA) | 1     | 1       | 1     | 3       |
| 3.     | Kanada (CAN)                 | 0     | 0       | 2     | 2       |
|        | Celkem                       | 4     | 4       | 4     | 12      |

## Medailisté

### Muži
| Disciplína | Zlato                                                                                    | Výkon   | Stříbro                                                                               | Výkon   | Bronz                                                                  | Výkon   |
| ---------- | ---------------------------------------------------------------------------------------- | ------- | ------------------------------------------------------------------------------------- | ------- | ---------------------------------------------------------------------- | ------- |
| dvojbob    | Německo (GER) · Francesco Friedrich · Thorsten Margis                                    | 3:56.89 | Německo (GER) · Johannes Lochner · Florian Bauer                                      | 3:57.38 | Německo (GER) · Christoph Hafer · Matthias Sommer                      | 3:58.58 |
| čtyřbob    | Německo (GER) · Francesco Friedrich · Thorsten Margis · Candy Bauer · Alexander Schüller | 3:54.30 | Německo (GER) · Johannes Lochner · Florian Bauer · Christopher Weber · Christian Rasp | 3:54.67 | Kanada (CAN) · Justin Kripps · Ryan Sommer · Cam Stones · Ben Coakwell | 3:55.09 |

### Ženy
| Disciplína | Zlato                                               | Výkon   | Stříbro                                                  | Výkon   | Bronz                                                               | Výkon   |
| ---------- | --------------------------------------------------- | ------- | -------------------------------------------------------- | ------- | ------------------------------------------------------------------- | ------- |
| monobob    | Kaillie Humphriesová · Spojené státy americké (USA) | 4:19.27 | Elana Meyersová · Spojené státy americké (USA)           | 4:20.81 | Christine de Bruinová · Kanada (CAN)                                | 4:21.03 |
| dvojbob    | Německo (GER) · Laura Nolte · Deborah Levi          | 4:03.96 | Německo (GER) · Mariama Jamankaová · Alexandra Burghardt | 4:04.73 | Spojené státy americké (USA) · Elana Meyers Taylor · Sylvia Hoffman | 4:05.48 |